# 超銀河団

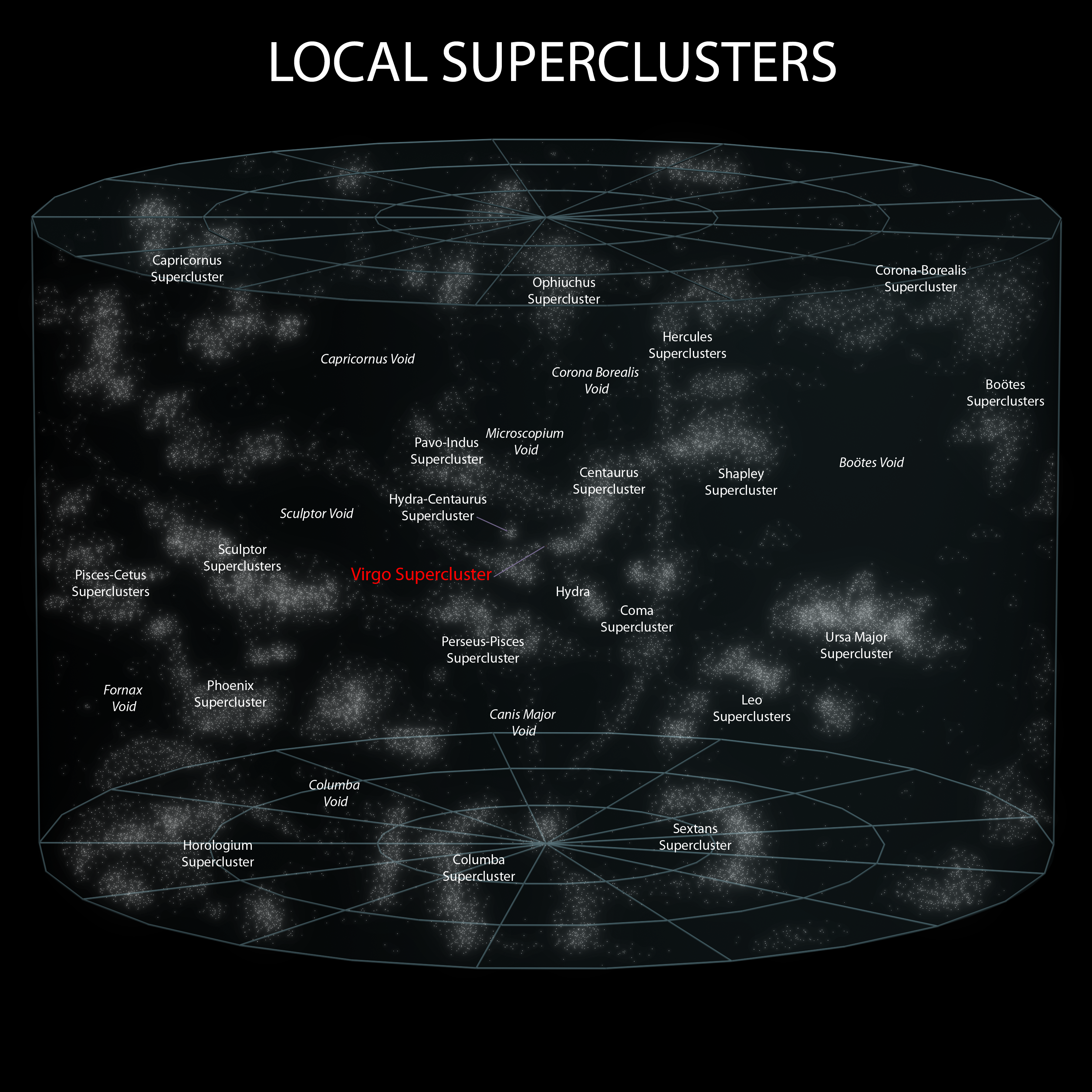
局部超銀河団の想像図

超銀河団（ちょうぎんがだん、supercluster、supercluster of galaxy）とは、宇宙において、銀河群や銀河団が集まり形成されている銀河の大規模な集団である。その大きさは1億光年以上の広がりをもつものもある。
超銀河団が連なりさらに大きな構造（銀河フィラメント）を形作る。銀河フィラメント間にはほとんど銀河の見られない超空洞（ボイド）がある。

## 主な超銀河団
- おとめ座超銀河団（おとめ座銀河団・りょうけん座銀河団などが含まれる。銀河系も含まれている。）
- ラニアケア超銀河団（銀河系を含む超銀河団。2014年9月に定義された。）
- ペルセウス座・うお座超銀河団
- うみへび座・ケンタウルス座超銀河団
- シャプレー超銀河団